# نهر أغوابي (ساو باولو)
نهر أغوابي ( (بالبرتغالية: Rio Aguapeí‏) ) نهر في ولاية ساو باولو جنوب شرق البرازيل . إنه الرافد اليسار لنهر بارانا .
يتدفق الرافد السفلى لنهر أغوابي عبر متنزه أجوابي الحكومي، الذي تم إنشاؤه في عام 1998 ، والذي يبعد حوالي 10 كيلومتر (6.2 ميل) من نقطة المنبع حيث نهر أغوابي بارانا . تحتوي الحديقة على مساحات شاسعة من السهول الفيضية، وتغمرها مياه الأمطار في موسم الشتاء عندما تفيض على ضفاف نهر أغوابي .  مصب النهر محمي من خلال 8,885 هكتار (21,960 أكر) مصب محمية أغوابي للتراث الطبيعي الخاص، الذي تم إنشاؤه في عام 2010. 